# Чихей
Чихей (рум. Cihei) — село у повіті Біхор в Румунії. Входить до складу комуни Синмартін.
Село розташоване на відстані 429 км на північний захід від Бухареста, 8 км на південь від Ораді, 127 км на захід від Клуж-Напоки, 148 км на північ від Тімішоари.

## Населення
За даними перепису населення 2002 року у селі проживали 949 осіб.
Національний склад населення села:
| Національність | Кількість осіб | Відсоток |
| -------------- | -------------- | -------- |
| румуни         | 928            | 97,8%    |
| угорці         | 20             | 2,1%     |

Рідною мовою назвали:
| Мова      | Кількість осіб | Відсоток |
| --------- | -------------- | -------- |
| румунська | 929            | 97,9%    |
| угорська  | 20             | 2,1%     |